# یاگووویتسه
یاگووویتسه (به لهستانی: Jagłowice) یک روستا در لهستان است که در گمینا توپلیتسه واقع شده‌است.
 یاگووویتسه  ۱۱۰ نفر جمعیت دارد.